# Giovanni Maria Borri
Giovanni Maria Borri (Sommariva del Bosco, 29 giugno 1811 – Torino, 2 marzo 1876) è stato un pittore italiano.

## Biografia
Giovanni Maria Borri nacque il 29 giugno 1811 a Sommariva del Bosco, paese a vocazione agricola in provincia di Cuneo.

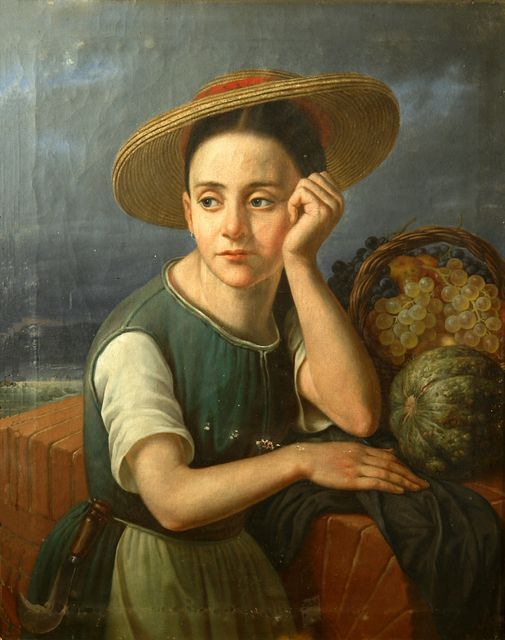
G. M. Borri, ritratto della figlia Margherita, olio su tela, 1866

Fin da giovane manifestò propensioni artistiche, in netto contrasto con le opinioni del padre contadino, Giovanni Antonio, che riteneva dovesse seguire l'attività di famiglia secondo le tradizioni in uso a quei tempi.
Solo la determinazione del giovane convinse il padre a desistere ed assecondare il figlio nella sua passione per l'arte.
Nel 1834, frequenta con altri 28 alunni la Scuola di pittura e del nudo presso la Regia Accademia Albertina di Belle Arti (ora Accademia Albertina) a Torino. Viene definito un «giovane artista molto diligente e studioso» e che dipingeva già «a fresco sul muro a porzioni».
Per sostenere i costi del soggiorno a Torino ebbe una sovvenzione di lire 120, che gli venne assegnata dall'Accademia, il 10 giugno 1834, per la buona condotta e il profitto dimostrati durante la frequenza. La stessa, definita «gratificazione», con lo stesso importo di lire 120, venne concessa all'artista, il 30 maggio 1836.
I quadri di Giovanni Maria Borri sono registrati nei cataloghi delle mostre organizzate ogni anno dalla Società Promotrice delle Belle Arti, fondata, a Torino, il 28 febbraio 1842, da undici nobili, intellettuali e artisti riuniti in casa del conte Cesare della Chiesa di Benevello, in contrada Carlo Alberto 13.
Lo scopo della Promotrice era promuovere nuove forme d'arte che superassero l'imitazione dei modelli del passato, alla base della didattica nelle Accademie di Belle Arti.
Altro scopo era quello di offrire agli artisti, attraverso l'esposizione annuale, la possibilità di farsi conoscere, di vendere le loro opere, ma anche di stimolare la loro creatività mediante il confronto con gli altri partecipanti, provenienti da svariate regioni d'Italia e stranieri (da Parigi, Amsterdam, Ginevra, Barcellona).
Per il grande numero di richieste le opere venivano vagliate da una Commissione.
Le opere di Giovanni Maria Borri sono presenti nei Cataloghi di ogni anno, dal 1842 fino al 1876, tranne il 1853.
I suoi quadri vennero esposti a fianco dei più grandi artisti della sua epoca, come Carlo Pittara, Telemaco Signorini, Antonio Fontanesi. Le mostre della Promotrice attiravano migliaia di visitatori paganti.

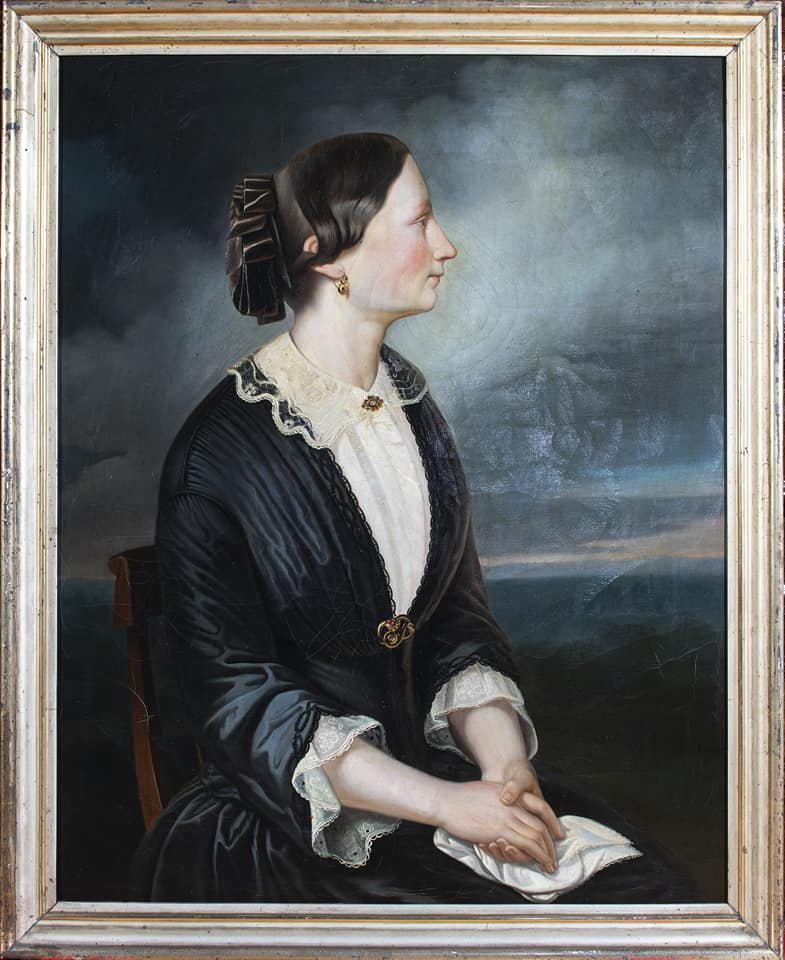
G. M. Borri, ritratto della moglie Teresa Tesio, olio su tela, 1867

Il 2 dicembre 1854, Giovanni Maria Borri, all'età di 43 anni, sposava Teresa Tesio, di anni 27, nella Chiesa del Corpus Domini a Torino.
L'unione fu allietata dalla nascita di dieci figli: tre maschi e sette femmine, ma quattro (due maschi e due femmine) morirono dopo poche ore, pochi mesi, pochi anni.
Morì a Torino, il 2 marzo 1876.
Fu sepolto nel Cimitero Monumentale di Torino, seconda ampliazione, arcata 201, nella tomba del cognato Luigi Tesio.

## Attività artistica
La ricca produzione di Giovanni Maria Borri è costituita da scene di genere, natura morta, ritratti, soggetti religiosi, che si intrecciarono nell'arco della sua attività.

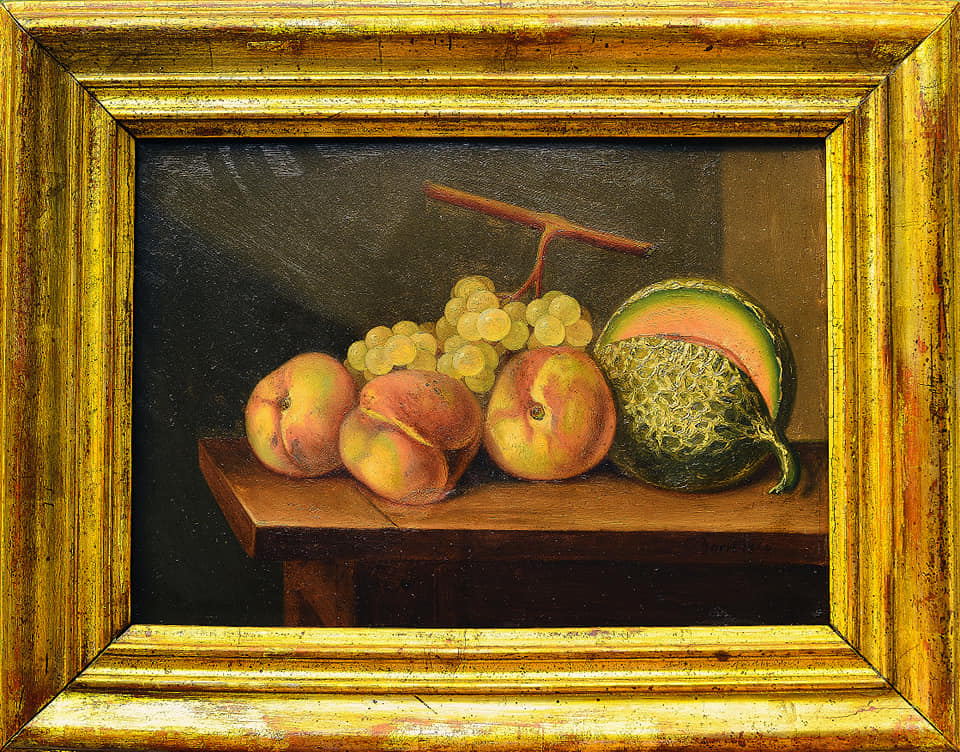
G. M. Borri, natura morta, olio su latta, 1854

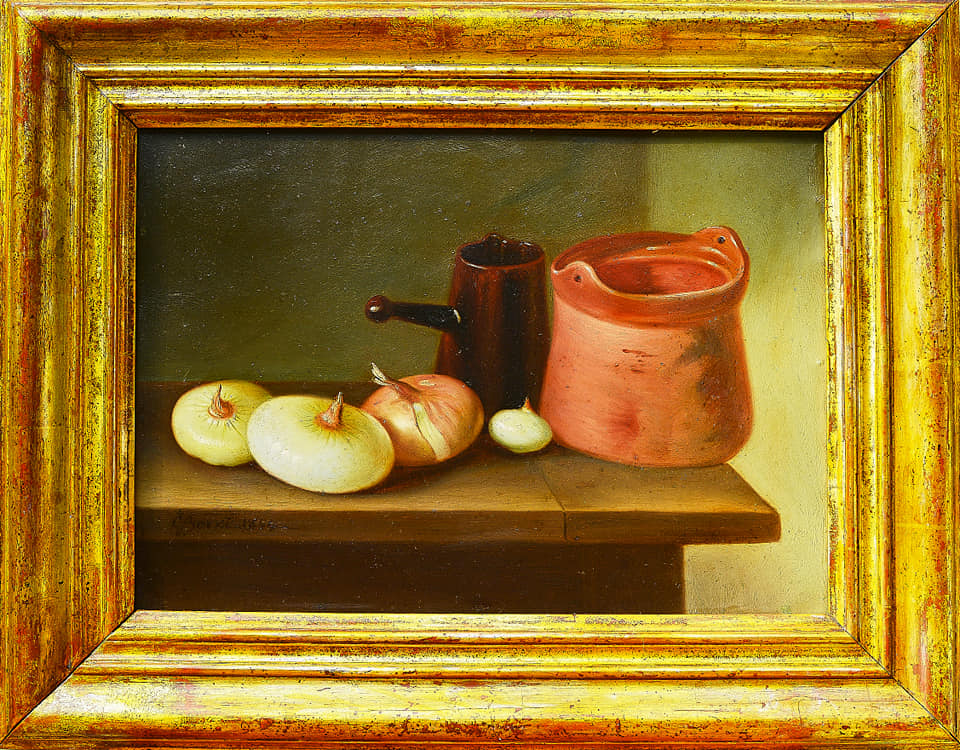
G. M. Borri, natura morta, olio su latta, 1854

I titoli presenti nei cataloghi della Promotrice inseriscono molti suoi quadri nella pittura di genere: Giovane donna con varie stoviglie e Giovane cuoca fra varie teglie di rame (Catalogo 1843); Paese con animali (Catalogo 1846); Una contadina di Sommariva (Catalogo 1848); Vacca sorpresa alla vista di una lepre (Catalogo 1856); Una giovane contadina in riposo (Catalogo 1867).
Uno di questi quadri, The doctor, si trova a Chicago, Stati Uniti d'America.
Giovanni Maria Borri, quando era in vita, fu particolarmente apprezzato nel genere nature morte. Nelle sue composizioni i soggetti ricorrenti sono: la frutta (uva bianca e nera, pesche, pere, mele, meloni, fichi) e gli ortaggi (cipolle, cavoli, peperoni), talvolta con vasellame, per lo più, di semplice terraglia.

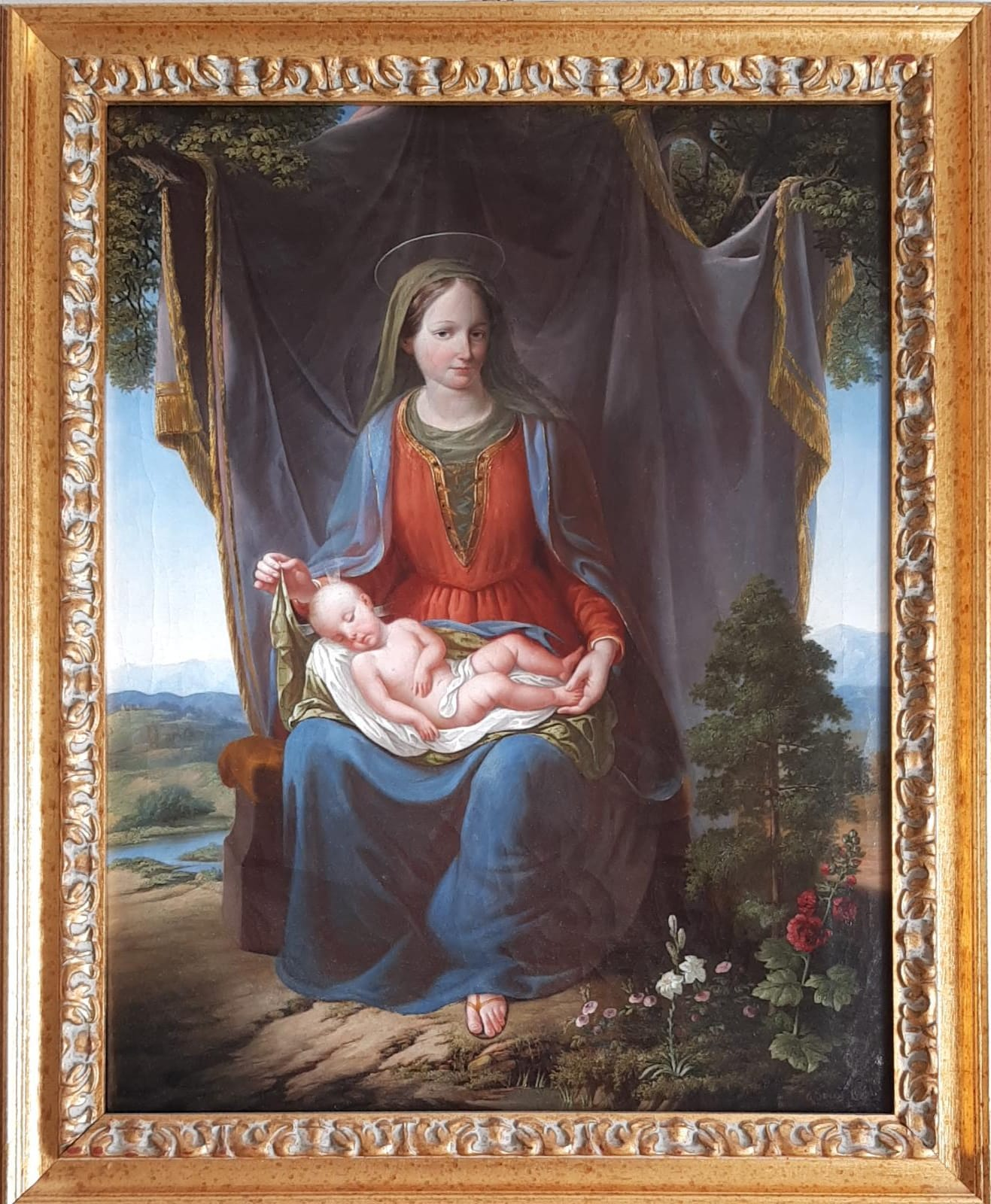
G. M. Borri, Madonna col Bambino, olio su tela, 1861

Nel Museo Civico di Cuneo, allestito nell'ex Complesso monumentale di San Francesco, è esposto un quadro del genere natura morta: si tratta di oggetti vari, ma realizzati in rame, su sfondo scuro (1867).
Altra natura morta è presente presso la Basilica di Superga, negli appartamenti reali adiacenti i locali del Convento dei Servi di Maria.
Il dipinto, ad olio su tela, firmato e datato 1843, rappresenta tralci di vite con grappoli d'uva, pere, pesche ed un melone.
Giovanni Maria Borri privilegiò, in molte di queste composizioni, la semplicità e l'essenzialità; le eseguì con diligente realismo, cura dei particolari e senso del colore.
Produsse una serie di lavori, che furono paragonati all'arte fiamminga.
Numerosi sono i ritratti, sia maschili che femminili: il pittore delinea con sicurezza il volto e penetra psicologicamente nel personaggio, attraverso i tratti del volto e le espressioni dello sguardo.
L'abbigliamento dei personaggi ritratti e i suoi ornamenti sono sobri ed eleganti sia nei ritratti maschili che femminili.
Un suo ritratto si trova a Torino, in Palazzo Lascaris, dal 1975 proprietà della Regione Piemonte e sede della sua Assemblea legislativa. Databile al 1850, raffigura Vittorio Emanuele II (1820-1878), in divisa militare; la mano destra poggia sul libro dello Statuto. Sullo sfondo, uno scorcio di mare percorso da una nave a vapore. 
A Bra, nel Museo Civico di Palazzo Traversa, si trovano due ritratti: uno ritrae Agostino Cottolengo (1843), l'altro, Cesarina Sola (1859).
A Sommariva del Bosco, in Sala Giunta del Palazzo comunale, sono esposti nove ritratti: autoritratto del pittore abbigliato da artista (1859); secondo autoritratto (1875); ritratto del figlio Angiolino all'età di un anno e di nove (1864); ritratto di Luigi Tesio (1863); ritratto di Giuseppe Tesio (1863); ritratto di Teresa Tesio, moglie del pittore (1867); ritratto di Margherita, figlia del pittore (1866); ritratto femminile (anteriore al 1870).
La produzione di soggetti di natura religiosa è ampia.
Molti si trovano nelle chiese e sono stati realizzati con la tecnica dell'affresco.

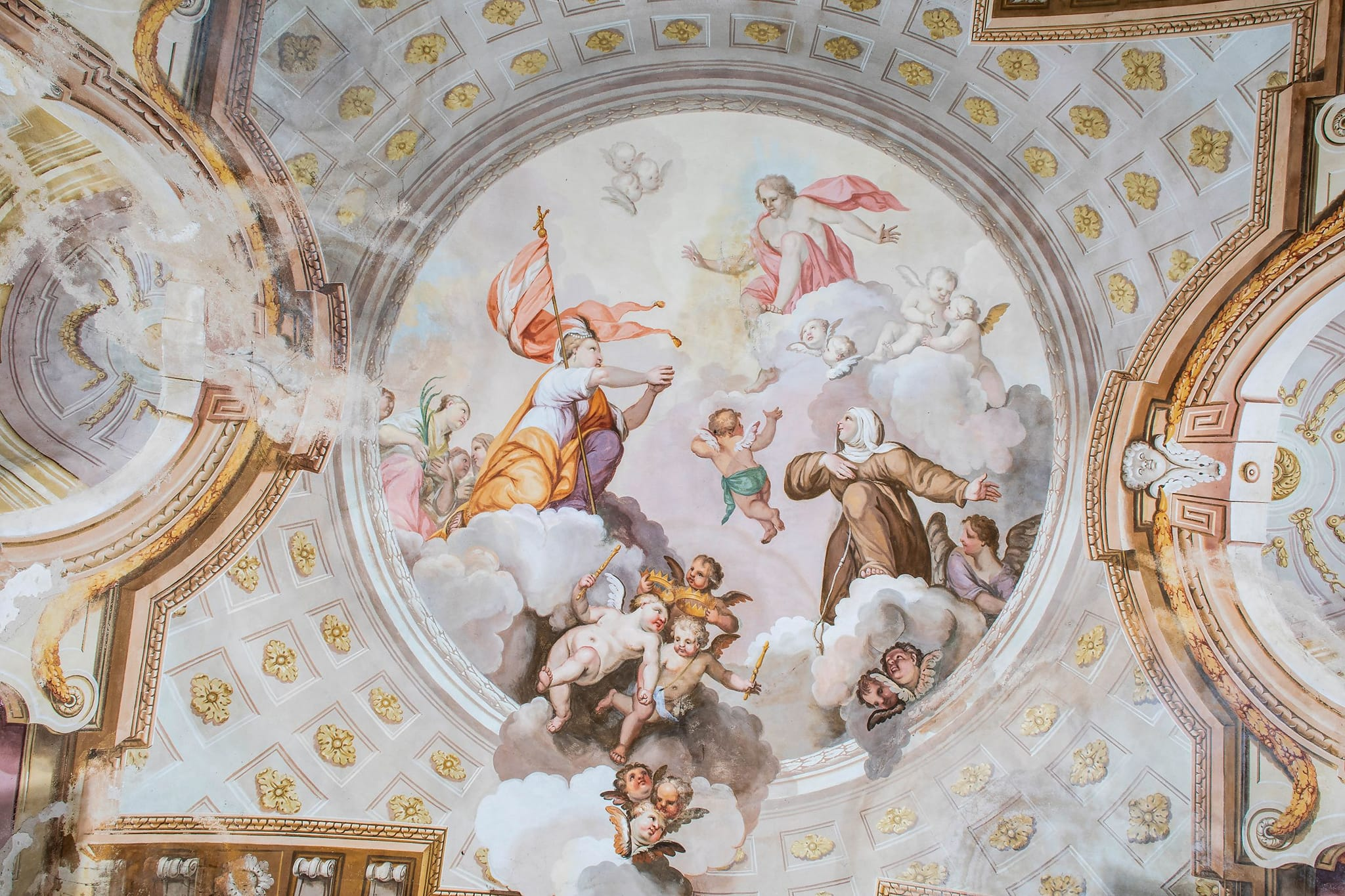
G. M. Borri, Salita al cielo di Sant'Orsola e Santa Chiara, affresco, 1846

A Sommariva del Bosco nell'ex chiesa della confraternita dei Battutti Bianchi, sulla volta, realizzò, in cinque riquadri, gli affreschi della Croce, di Sant'Isidoro di Siviglia, di San Bernardino, dell'Assunzione, dell'Incoronazione della Vergine (1859).
Sempre a Sommariva del Bosco, nell'ex chiesa della confraternita di Sant'Orsola, con la tecnica dell'affresco realizzò più opere. Lungo le pareti e sulla cantoria otto figure, in nicchie, monocrome; quattro figure femminili: la Virginitas, la Prudentia, la Mansuetudo, la Simplicitas, e quattro figure maschili: gli evangelisti Marco, Matteo, Luca e Giovanni. 
Sulla volta due affreschi a forma di medaglione, dedicati a Sant'Orsola: Sant'Orsola e le compagne incontrano i pirati (1846) e la Salita al cielo di Sant'Orsola e Santa Chiara.
Sulle pareti laterali del presbiterio due affreschi dedicati a Maria: la Presentazione di Maria al tempio e l'Incontro di Maria con Elisabetta (1841).
Sono visibili affreschi su muri esterni di case private:
- a Cherasco, Madonna col Bambino e gli angeli (1858);
- a Murello, Madonna col Bambino, San Domenico e Sant'Antonio abate (1867);
- a Racconigi, Il miracolo del pastorello (1853).

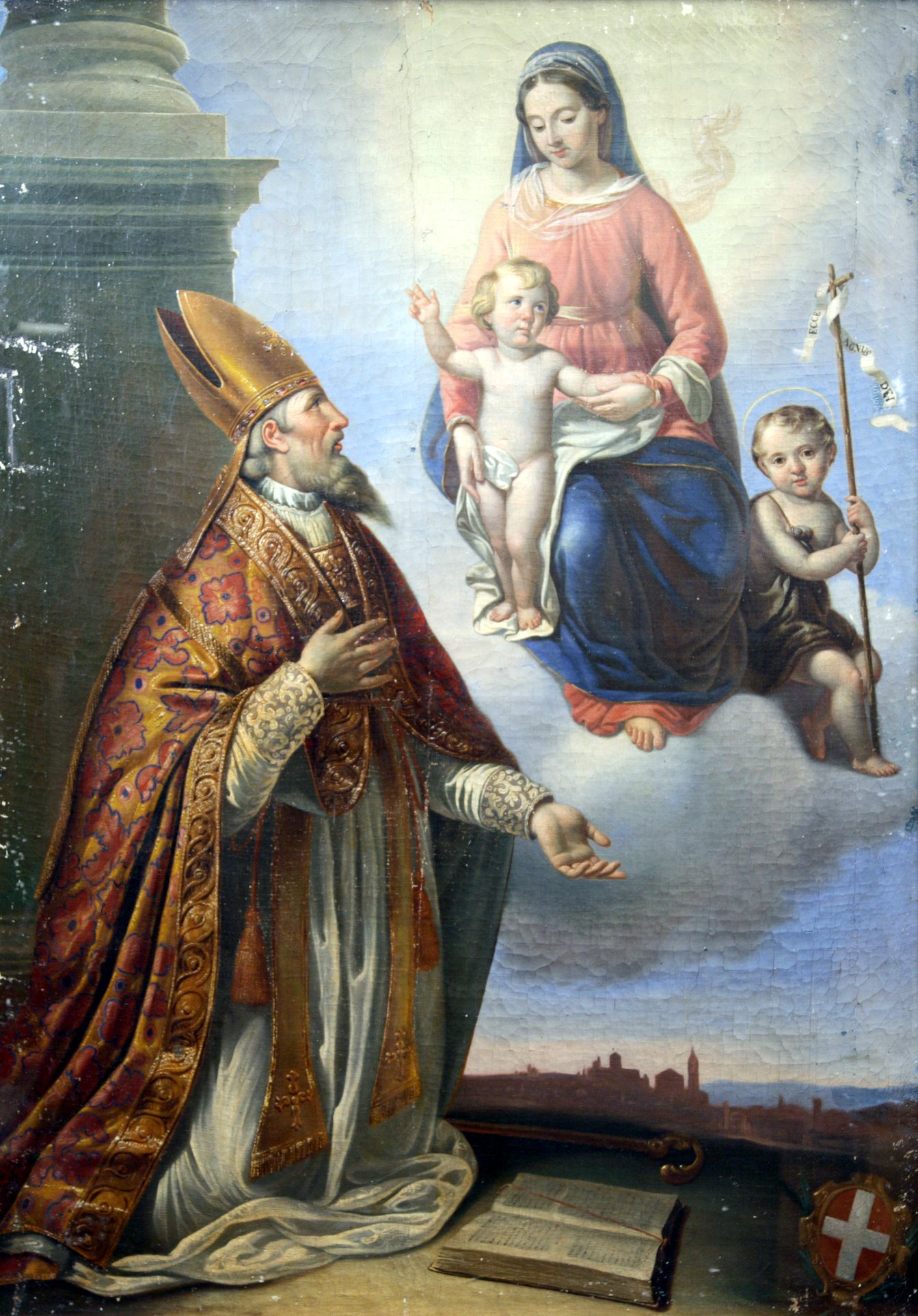
G. M. Borri, Madonna col Bambino, S. Giovannino e S. Marcellino, olio su tela, 1850

Affreschi sulla facciata di edifici religiosi: 
- a Caramagna Piemonte, Madonna col Bambino e San Biagio sulla facciata della chiesa di San Biagio(1856) e San Martino, San Clemente, San Michele sulla facciata della chiesa di San Martino;
- a Sommariva del Bosco, Madonna col Rosario, San Rocco e Sant'Agostino sulla facciata della cappella di San Rocco (1867).

Numerose le pale d'altare, realizzate con la tecnica dell'olio su tela:
- a Ceresole d'Alba, nella parrocchia di San Giovanni Battista, il Battesimo di Gesù (1855) e la Madonna col Bambino e tre santi gesuiti (1871);
- a Bra, nella chiesa di San Rocco, la Liberazione di San Pietro (1859);
- a Cavallerleone, nella confraternita di San Giovanni Battista e San Giuseppe, l'Educazione di Maria (1869);
- a Sommariva del Bosco, nella chiesa del Convento, il Sacro Cuore di Gesù (1870) e nella parrocchia dei Santi Giacomo e Filippo, la Madonna del Carmine (1875);
- a Fossano, nella chiesa dell'Annunziata, San Benedetto (1875).

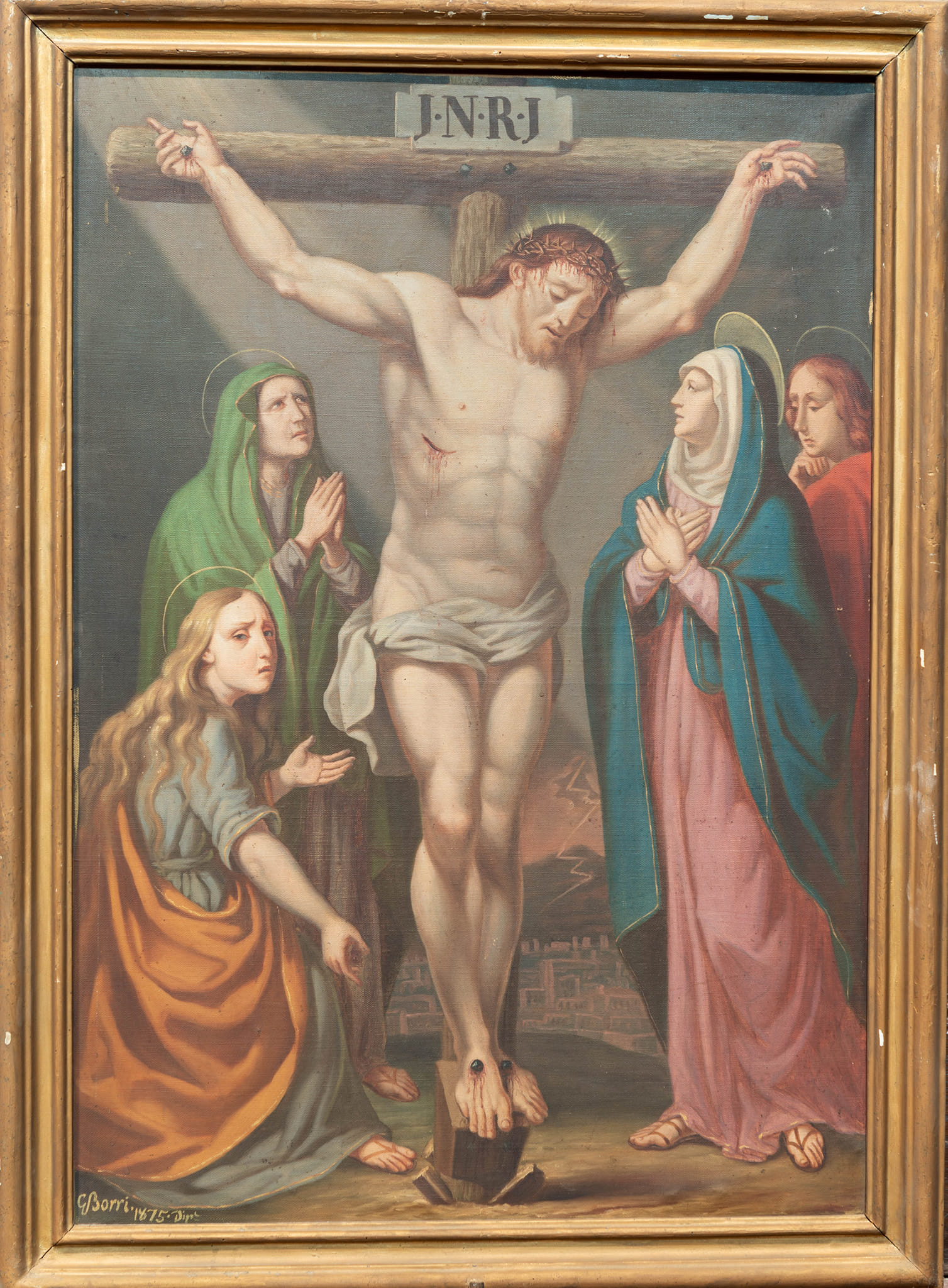
G.M.Borri, Crocifissione, olio su tela, 1875

Opere costituite da più elementi sullo stesso tema sono: 
- a Moretta, nella chiesa di San Giovanni Battista, le XIV stazioni della Via Crucis (1875) e a Casalgrasso, nella chiesa di San Giovanni Battista, i 15 misteri del Rosario (1870).

Alcuni quadri raffigurano la Madonna col Bambino e Santi, realizzati con la tecnica dell'olio su tela.
A Sommariva del Bosco, in Sala Giunta del Palazzo comunale, si trova la Madonna col Bambino, San Giovannino e San Marcellino (1850), il Sacro Cuore di Gesù e il Sacro Cuore di Maria (1870).

## Tecniche artistiche
La tecnica dell'olio su tela viene usata, in particolare, per soggetti religiosi e ritratti.
L'olio su tela viene talvolta sostituito con la latta, cioè una sottile lamiera di ferro dolce spalmata su entrambi i lati da uno strato di stagno per impedirne la corrosione.
L'artista si cimentò anche in disegni, che poi sarebbero stati litografati per essere riprodotti su carta in un numero illimitato di copie identiche all'originale. 
Alcuni furono preparati per la collocazione, il 10 settembre 1843, delle reliquie di Santa Vittoria martire nella chiesa di Santa Maria di Testona; le litografie furono eseguite nella Stamperia e Litografia Doyen e C. a Torino, fondata nel 1833, da Michele Doyen, originario di Digione, che in quegli anni si avviava a diventare la più importante di Torino.